# Enrico Falaschi
Enrico Falaschi (Siena, 20 agosto 1863 – Siena, 18 febbraio 1929) è stato un politico italiano.

## Biografia
Di professione avvocato, fu eletto sindaco di Siena nel 1896, rimanendo in carica per due anni.
Alle elezioni politiche del 1904 venne eletto deputato della XXII legislatura del Regno d'Italia per il collegio elettorale di Siena con 2 105 voti.
Sua figlia Elena è stata la madre del vignettista Emilio Giannelli.